# Miguel Ortiz Zaragoza
Miguel Ortiz Zaragoza (Altea, 7 de novembre de 1962) és un advocat i polític valencià, alcalde d'Altea i senador en la V i la IX legislatures.

## Biografia
És llicenciat en Dret. Militant del Partit Popular, ha estat alcalde d'Altea a les eleccions municipals espanyoles de 1991 fins a 2007, amb algunes interrupcions, i regidor des d'aleshores.
A les eleccions generals espanyoles de 1993 fou escollit senador per la província d'Alacant en substitució de Miguel Barceló Pérez. Des de 2003 fins al 2007 ha sigut president de la Federació Valenciana de Municipis i Províncies (FVMP). I en les eleccions generals espanyoles de 2008 ha tornat a ser elegit senador per la mateixa circumscripció.
En 2011, Ortiz fou elegit president del Partit Popular d'Alacant, posició en la que substitueix José Joaquín Ripoll Serrano arran de la seva dimissió per haver estat imputat en el cas Brugal. És casat i té tres fills.